# Konrad II. vom Graben
Konrad II. vom Graben, sowie Konrad II. ab dem Graben,  auch Grabner (* 13. Jahrhundert Schloss Alt-Grabenhofen; † vor 1356 ebenda) war ein steirischer Edelmann aus der Familie der Herren von Graben aus deren Konradinischen Linie am Graben in Graz. Konrad könnte der Stammvater des hochadeligen Geschlechts der Orsini und Rosenberg sein.

## Biografie

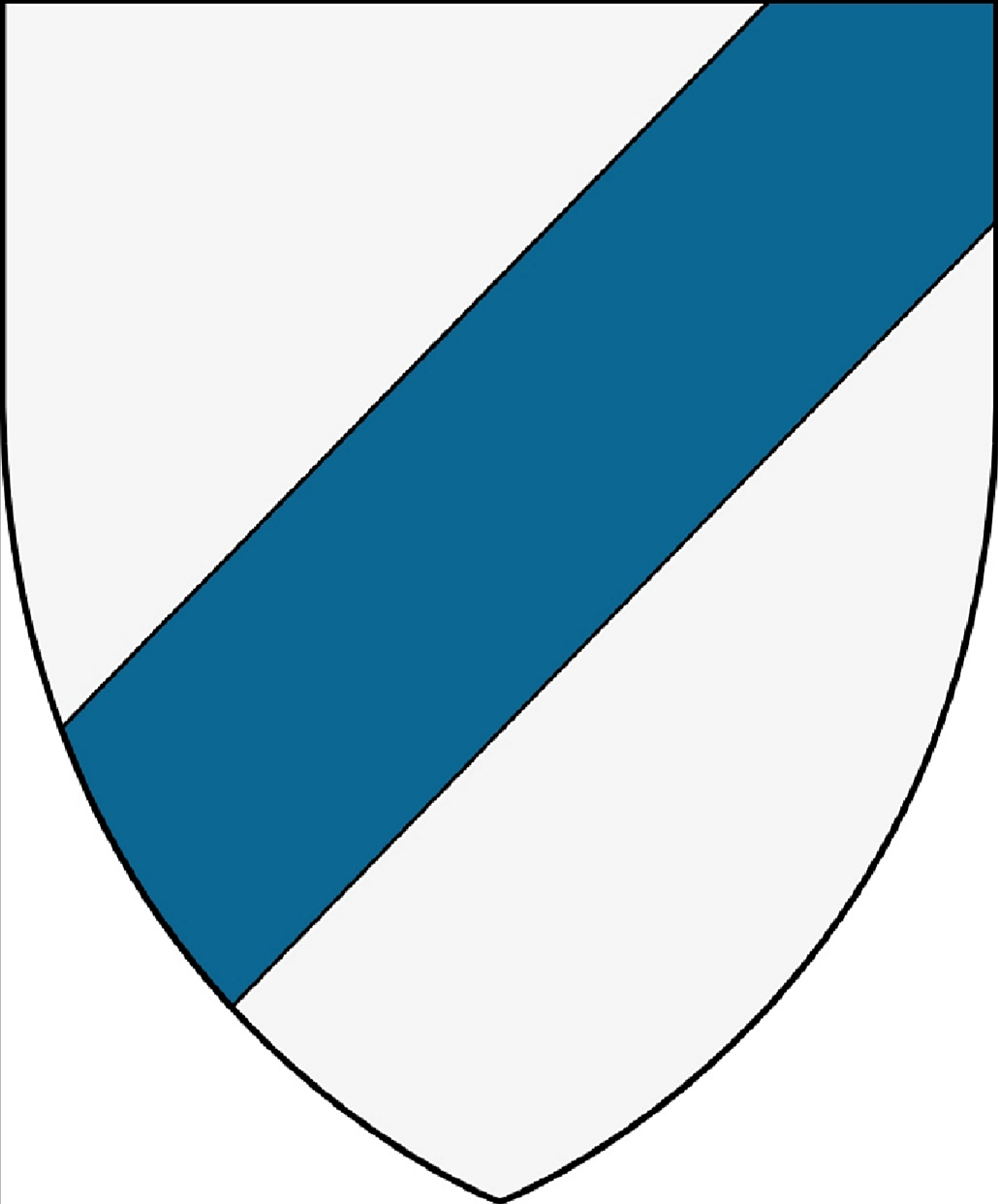
Wappen der Krainer Stammlinie sowie der Konradinischen Linie am Graben (Graz)

Die Graben der Linie Am Graben waren Lehensleute 
der Herren von Walsee und der Stubenberger und mit dem Stift Rein verbunden. Konrad war der Sohn des Konrad I. vom (ab dem) Graben und wurde erstmals im Jahre 1325 gemeinsam mit seinen Brüdern Reinprecht II., Haintzlein und Niclein in einer Urkunde des Stiftes Rein erwähnt. Nach dem Tod seines Vaters hatte Konrad dessen Erbe angetreten, welches den Grazer Hof am Graben und das unweit davon liegende Schloss Alt-Grabenhofen beinhaltete. Hinzu kommen die Bergrechte und die Weingärten am Grazer Rosenberg, unweit des Schlosses Alt-Grabenhofen gelegen. Diese Urkunden zeigen Bestandteile auf die Ähnlichkeit mit der späteren Herrschaft Grabenhofen auf. Im Jahre 1351 stiftete Konrad dem Stift Rein 60 Gulden. Seinem Lehensherren Ulrich von Walsee, Landeshauptmann der Steiermark, verkaufte er die Güter zur Käsefabrikation in Wenntz im Ennstal bei Wolkenstein.

### Nachkommenschaft

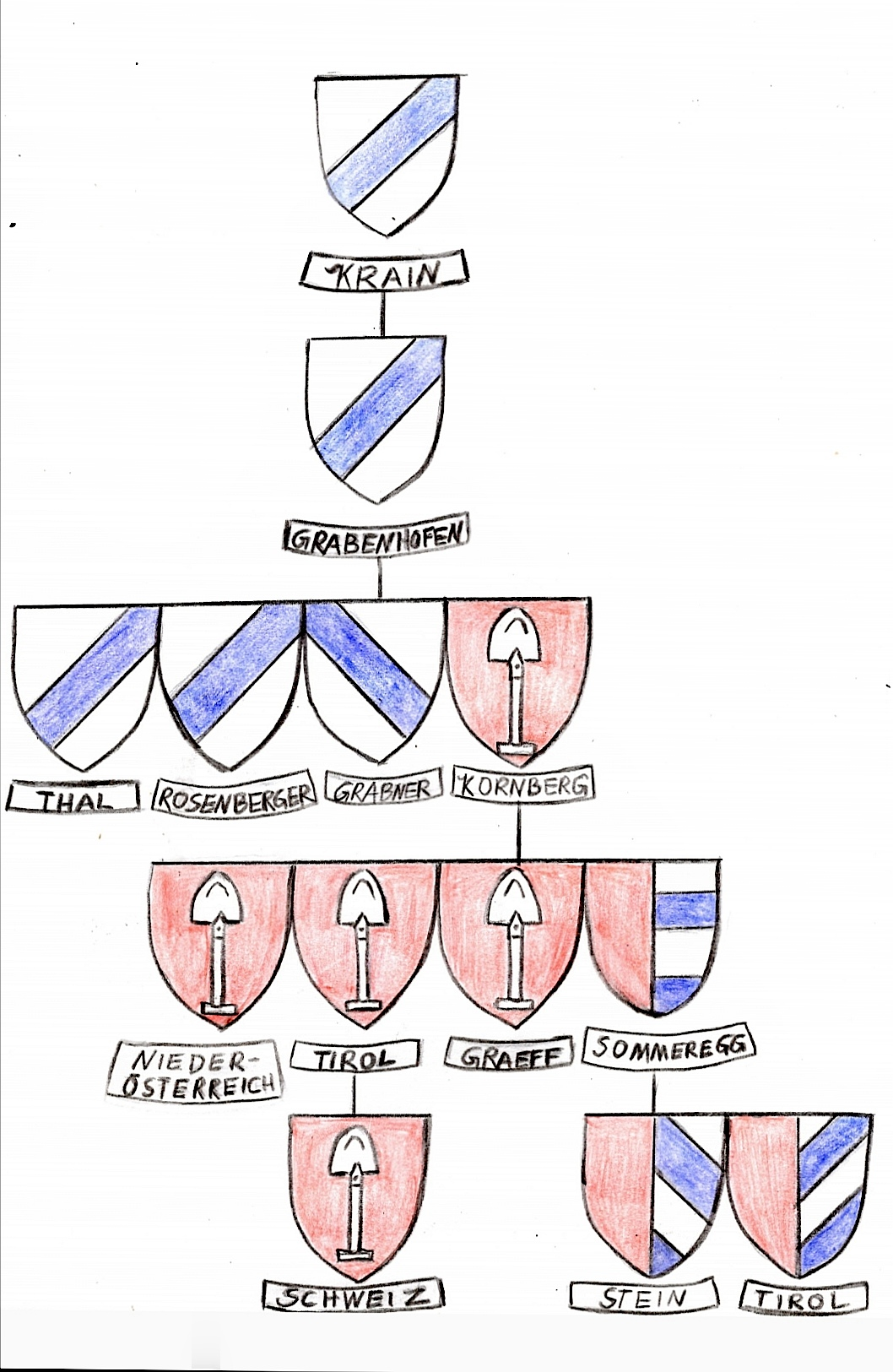
Heraldische Stammtafel der Herren von Graben sowie deren Abstammungen (unter anderem von Konrad II. vom Graben)

Es ist in keiner Urkunde genau zu eruieren, ob Konrad verheiratet war oder Kinder hinterlassen hatte.
Betreff dem Ursprung der Rosenberger, den nachmaligen Orsini und Rosenberg:
- Diverse Urkunden stellen einen in derselben Zeit lebenden und mit demselben Vornamen benannten Von Graben zeitlich als Stammherr des hochadeligen Geschlechts der Orsini-Rosenberg dar. Entweder handelt es sich dabei um Konrad oder einen seiner näheren Verwandten. Laut dieser Urkunde entstammten die Rosenberger einem auf Alt-Grabenhofen ansässigen Mitglied der Familie von Graben, das den Namen des in der Nähe des Schlosses gelegenen „Rosenberges“ annahm. Als Stammherr scheint jeniger Konrad [ab dem Graben] ab dem Roesenperg auf, der am 6. September 1322 erstmals urkundlich erwähnt wurde (Original im Steiermärkischen Landesarchiv Graz).[3][4] Eine weitere Urkunde befindet sich im Archiv des unweit Graz gelegenen Stiftes Rein.[5] Konrad ab dem Rosenberg und die ersten Rosenberger siegelten mit dem Schrägbalkenwappen der Grazer Herren von Graben.[6] Aufgrund der Nachbarschaft der Stammsitz und des identen Wappen mit der Rose, das erstmals 1401 durch Wulfing Rosenberger verwendet wurde, dürften auch die späteren Grafen und Fürsten Trauttmansdorff den Rosenbergern entsprossen sein.[7]

Betreff dem Ursprung der Grabner, ab 1487 Grabner zu Rosenburg:

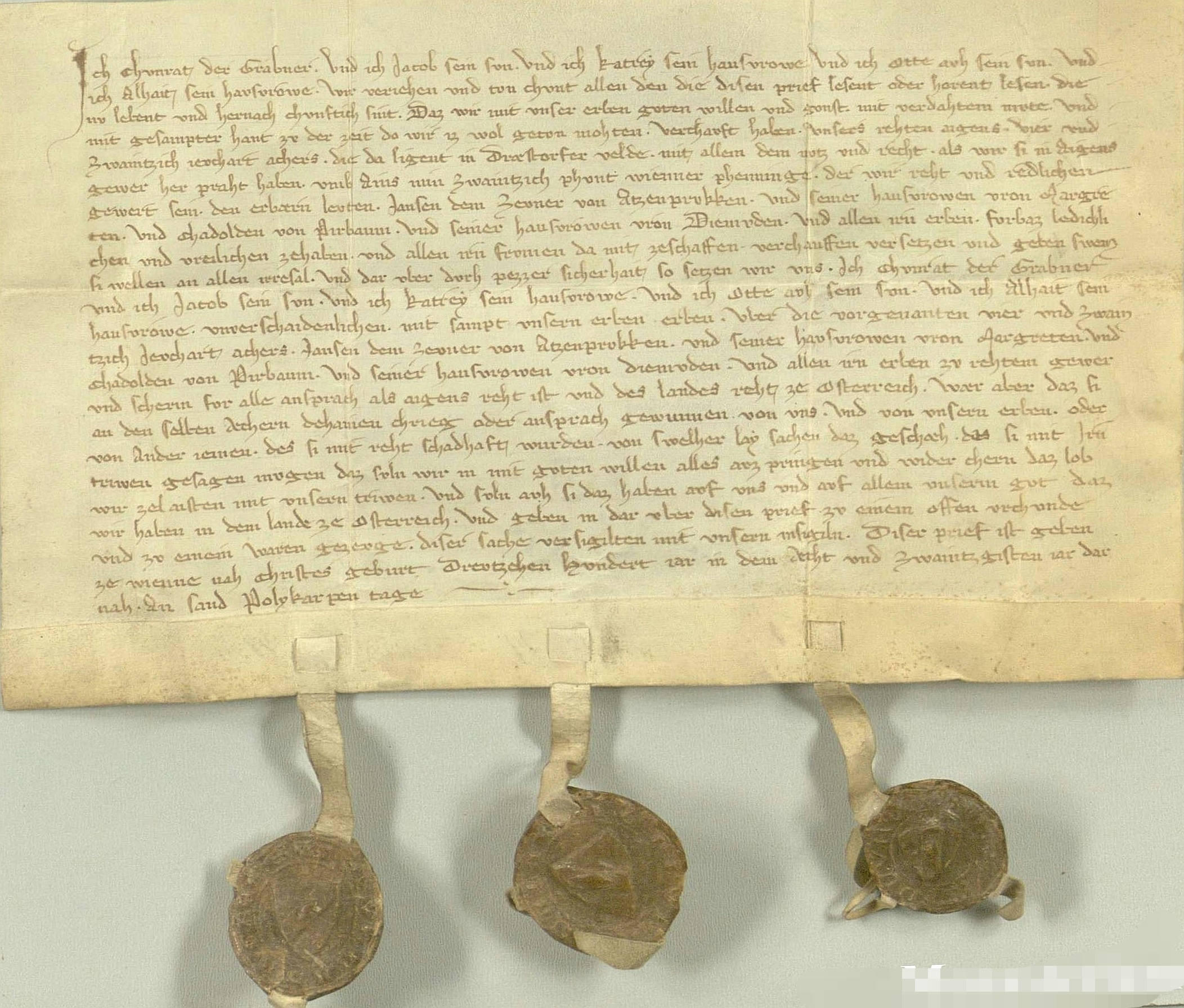
Urkunde aus 1328: Conrad der Grabner ['Chunrat der Grabner', Konrad II. von Graben], Jakob [Grabner] sein Sohn und Catharina seine Hausfrau und Otto [Grabner] auch sein Sohn verkaufen 24 Joch Aecker im Dröstorfer Felde, dem Jans Zeuner von Atzenprucken und seiner Hausfrau und dem Chadolt von Pirboum und seiner Hausfrau um 19 Pfund Pfennig [wohl im Raum Tulln an der Donau in Niederösterreich]. Quelle Regest: Repertorium XIV/4 Bd. 1 Nr. 176

- Des Weiteren könnte Konrad oder einer seiner näheren Verwandten [wobei zeitlich kein weiterer Konrad bezeugt ist] als Vater von Otto Grabner, Stammherr der Zweiten Niederösterreichischen Linie der Grabner zu Rosenburg, aufgetreten sein, die ein identes Wappen führten. Diese Linie wurde durch [oben erwähnten] Otto Grabner begründet, welcher nach dem Erkenntnisstand als Sohn des Konrad II. von Graben [Grabner] aus der Linie Am Graben in Graz [Konradinische Linie der Herren vom Graben Am Graben und auf Schloss Alt-Grabenhofen in und um Graz in der Steiermark] angesehen werden könnte. Beide, Vater und Sohn [sowie ein weiterer Sohn namens Jakob Grabner], kommen 1328 in einer [dieser] Verkaufsurkunde im Raum Tulln in Niederösterreich vor. Die aufgrund des identen Wappen, der Variante des Namens [Grabner], die Zeit [1314/1324] und die Örtlichkeit [im Raum St Pölten/Tulln] ihres erstmaligen Auftretens, dem Grundkauf von derselben Familie [Radler von Sichtenberg][9] läßt eine Stammesgleichheit mit Ulrich I. von Graben, den Graben der Ersten Niederösterreichischen Linie resp. der Kornberger Linie als sehr möglich erscheinen.[10]

Als Konrads(Haupt)erbe ist laut einer Urkunde aber sein Vetter Reinprecht III. vom Graben aufgetreten.

## Information
Die Daten zu diesem Artikel wurden aus der Von Graben Forschung von Matthias Laurenz Gräff übernommen.